# Jõgeva (bourg)
Pour l’article homonyme, voir Jõgeva.
Jõgeva est un petit bourg de la commune de Jõgeva du comté de Jõgeva en Estonie.

## Population
Au 31 décembre 2011, Jõgeva comptait 508 habitants.